# Sisyrophanus minor
Sisyrophanus minor är en tvåvingeart som beskrevs av Mario Bezzi 1924. Sisyrophanus minor ingår i släktet Sisyrophanus och familjen svävflugor. Inga underarter finns listade i Catalogue of Life.